# La Roca de Gavà
La Roca de Gavà, o simplement La Roca, és una muntanya de 26,5 metres que es troba al municipi de Gavà, a la comarca del Baix Llobregat. El seu color rogenc de la part més elevada procedeix dels materials del Buntsandstein del període del Triàsic inferior. Es troba a una zona de gran interès històric i arqueològic que comparteix amb el veí Turó del Calamot.
La Roca, avui integrada a Gavà, constituí una població independent durant molt de temps gràcies al fet que era un senyoriu privatiu amb terme propi. Aquesta població medieval comptava amb una casa fortificada i la capella de Santa Maria Magdalena. Tenim algunes dades sobre els habitants del nucli de la Roca: 40 famílies el 1337, 26 focs el 1365 per causa de la pesta, 23 focs el 1381 i 10 focs el 1522. A un plànol de Gavà d'inicis del segle xviii (erròniament datat el 1590) es diferencien dos nuclis de població, Sant Pere de Gavà i La Roca, aquesta darrera amb sis edificis. Més tard ja no tenim notícies sobre si aquest poble continuava habitat.
Avui dia, despoblat des de fa temps i desapareguts els seus edificis, una part del turó està urbanitzada i rep la denominació oficial de Parc del Calamot (1998). A l'entorn d'aquest turó, cap a migdia, es troba el mas de l'Horta, que sembla que té el seu origen en la residència senyorial denominada torre, mas o, fins i tot, castell. Aquest edifici va esdevenir una masia al segle xvi a mans de la família Gallart. Aquesta família s'arruïnà i la propietat acabà el 1681 a mans de l'argenter barceloní Gabriel Llor. Aquest burgès comprà els masos propers i els unificà configurant l'actual mas de l'Horta. Als anys noranta del segle xx, l'Ajuntament de Gavà adquirí la propietat, restà abandonada i en avançat estat de degradació fins que el gener de 2023 s'inicià l'anomenat procés de consolidació dels elements d'interès de la Masia de Ca n'Horta.